# Rișculița
Rișculița – wieś w Rumunii, w okręgu Hunedoara, w gminie Baia de Criș. W 2011 roku liczyła 379 mieszkańców.